# Nadelverhältnis

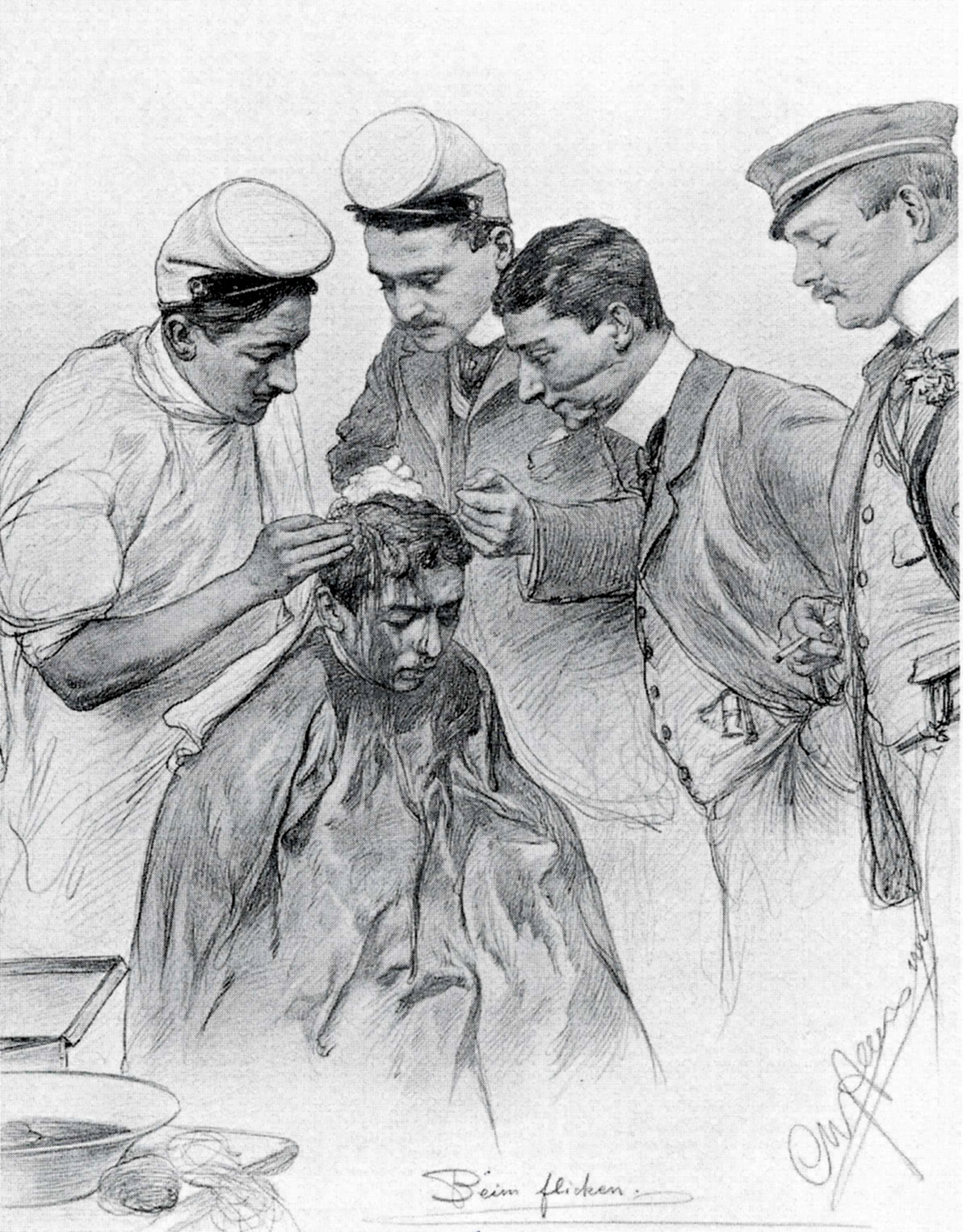
Nähen einer Mensurwunde durch den Paukarzt

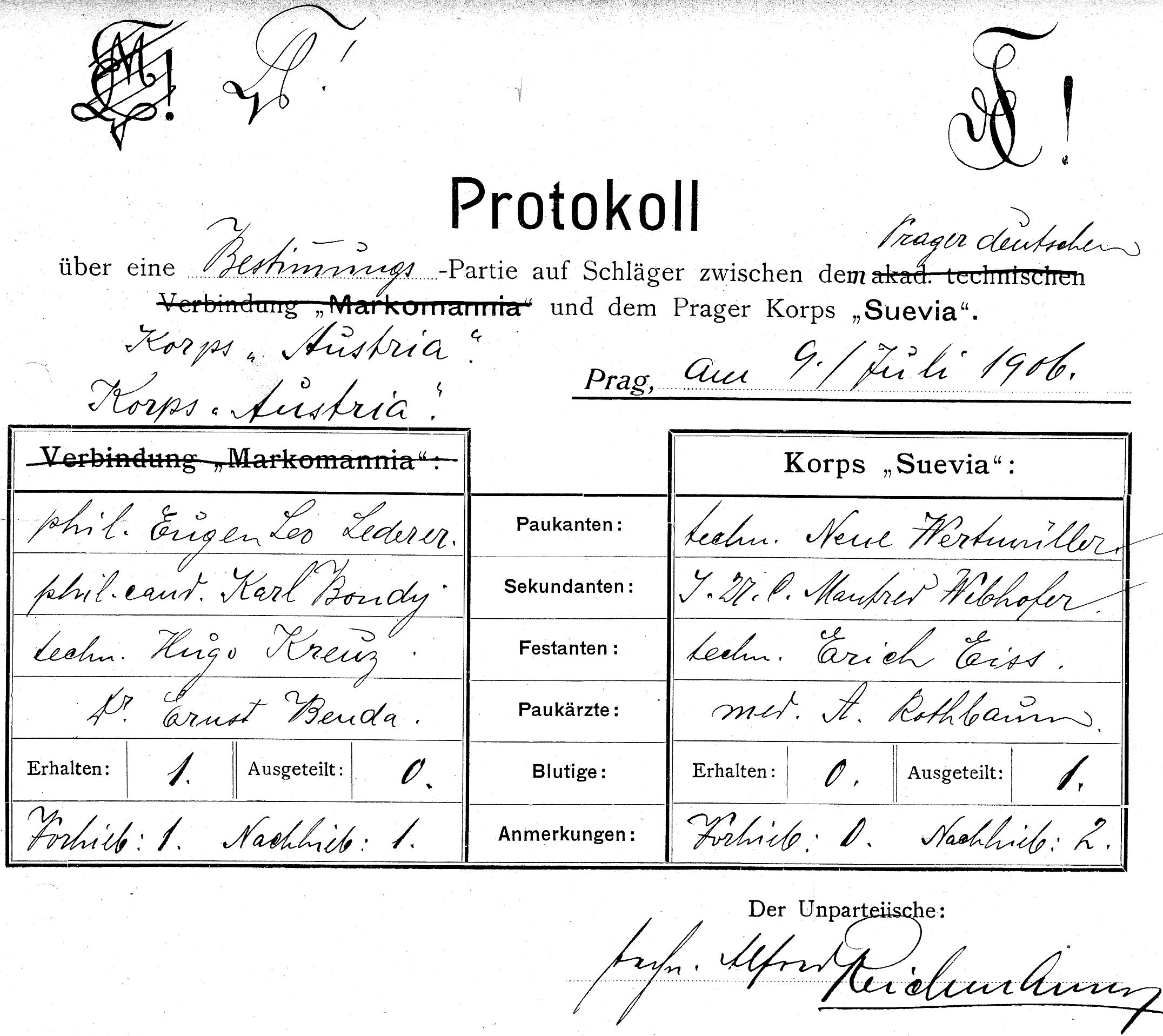
Protokoll einer Mensur mit Angabe der Zahl der „Blutigen“ (1906)

Das Nadelverhältnis gibt bei schlagenden Studentenverbindungen umgangssprachlich das Verhältnis der Anzahl der Nadelstiche an, die nötig sind, um die bei einer Mensur entstandenen Schmisse zu nähen.
Das Nadelverhältnis besteht dabei aus den Nadelstichen eigener Schmisse, im Verhältnis zu den Nadelstichen des anderen Paukanten. Die Korporation, deren Paukant weniger „Nadeln“ hat, spricht dabei von einem positiven Nadelverhältnis für ihre Seite.
Obwohl die Mensur weder Gewinner noch Verlierer kennt, spielt das Nadelverhältnis inoffiziell auch eine Rolle für das fechterische Ansehen eines Fechters oder seiner Korporation. Teilweise werden Schmisse darum von den Paukärzten mit möglichst wenig Stichen genäht. Der Paukarzt Friedrich Immisch entwickelte in den 1850er Jahren Methoden, die Zahl der Nadeln bei Treffern auf dem Kopf weiter verringern zu können, indem er die Haare des Paukanten um den Schmiss herum miteinander verknotete.